# Буркова, Инесса Емельяновна
Инесса Емельяновна Буркова (род. 18 ноября 1930) — русская писательница, правозащитница. Член Союза писателей СССР с 1978 г.

## Биография
Родилась 18 ноября 1930 года в семье студентов. Окончила исторический факультет МГУ. Работала в Школе рабочей молодёжи. Много ездила по стране, писала и публиковала заметки. С 1966 года работала в «Литературной газете». В 1969—1980 годы — консультант в аппарате правления Союза писателей РСФСР. Выпустила более десятка книг прозы: «Люблю возвращаться», «Везучая», «Странности жизни» и другие.
С 1988 года занялась правозащитной деятельностью, входила в Комитет российской интеллигенции «Карабах» (КРИК). Бывала в зоне карабахского конфликта, осудила проведение операции «Кольцо». Подписала обращение в поддержку защитников Ходорковского и Лебедева.
С 2009 года живёт в США у сына.

## Книги
- Сокровенное — людям. М.: Сов. Россия, 1967. 64 с.
- Встречь ветра: повесть о Н. Бирюкове. М.: Сов. Россия, 1971. 208 с.
- Костромщина, синие дали…: [очерки]. М.: Сов. Россия, 1975. 224 с.
- Сост.: Новые горизонты якутской литературы: [сб. ст.]. Якутск: Кн. изд-во, 1976. 248 с. Соавт.: Г. Г. Окороков.
- Люблю возвращаться. М.: Политиздат, 1979. 160 с.
- Синеют кругом тасхылы. М.: Сов. Россия, 1980. 336 с.
- Сост.: Близок Крайний Север: сб. произведений молодых писателей народностей Севера и Дальнего Востока. М.: Современник, 1982. 432 с.
- «Я — должен!»: повесть о Н. Бирюкове. М.: Мол. гвардия, 1983. 272 с.
- Лес. Море. Степь. М.: Сов. Россия, 1985. 176 с.
- Ты рядом, даль: повесть. М.: Профиздат, 1988. 272 с.
- Геноцид карабахских армян. Рязань, 1995. 24 с.
- Везучая: повести, рассказы, новеллы. Рязань: Узорочье, 2000. 160 с.
- Хочуха: женские истории. М.: Звонница-МГ, 2006. 320 с.
- Странности жизни: [рассказы]. М.: Звонница-МГ, 2010. 304 с.